# Rivolta yemenita
Le sommosse popolari nello Yemen del 2011 fanno parte delle contemporanee proteste nel mondo arabo scoppiate in diversi Stati del Maghreb e del Vicino Oriente tra il dicembre 2010 e il gennaio 2011, in conseguenza degli autocratici regimi al potere, della corruzione dilagante e dell'aumento vertiginoso dei prezzi dei generi di prima necessità.
Queste ultime si inseriscono in un contesto di forte instabilità dello stato yemenita, sconvolto da due conflitti in simultanea; il primo vede contrapposti il governo yemenita alle cellule di al-Qāʿida stanziate nelle province di Shabwa, Marif e Jawf, contro le quali lo Yemen combatte sostenuto dagli Stati Uniti, mentre il secondo si svolge nelle province settentrionali e vede le milizie sciite zaidite Houti, tribù separatiste finanziate dalla Repubblica islamica dell'Iran, combattere contro il governo centrale di Sana'a per conquistare l'egemonia nel paese.
Gli zaiditi del nord dello Yemen si sono uniti recentemente alle proteste in corso in tutto il paese contro il regime del presidente 'Ali 'Abd Allah Saleh, chiedendo la sua deposizione e profonde riforme politiche.
L'UNHCR ha stimato che circa 200 000 persone siano state colpite dalla guerra civile in atto in Yemen dal 2004, in particolare il conflitto che contrappone gli sciiti separatisti e l'esercito, che ha provocato una crisi umanitaria di vaste proporzioni.

## Il moto di rivolta

### Escalation a febbraio
Le manifestazioni contro il regime yemenita, sviluppatesi a partire dal 18 gennaio, si sono rapidamente allargate a tutto il Paese, segnato da una povertà più accentuata della popolazione rispetto ad altri paesi del mondo arabo anch'essi interessati in vario modo nello stesso periodo da forti proteste per il carovita. I disordini più violenti si sono concentrati nella capitale Sana'a, a Ta'izz e ad Aden, centro dove predominante è l'egemonia dall'opposizione secessionista che da anni chiede la ricostituzione dello Yemen del Sud.
Le manifestazioni sono segnate da slogan contro la povertà dilagante (il 40% degli yemeniti vive con 2 dollari al giorno o anche meno e un terzo deve fare i conti con la fame cronica) e a favore di un cambio di governo, rappresentato dalla figura del presidente 'Ali 'Abd Allah Saleh, al potere da 22 anni e alleato degli Stati Uniti nella battaglia contro la branca yemenita di al-Qāʿida, il quale annuncia, dopo giorni di dimostrazioni, la sua intenzione di non ricandidarsi alle prossime elezioni. A metà febbraio la rivolta si intensifica accompagnandosi a scenari di violenza, talvolta caratterizzate dalla contrapposizione tra manifestanti favorevoli al governo e attivisti per la democrazia che subiscono la repressione dei primi.

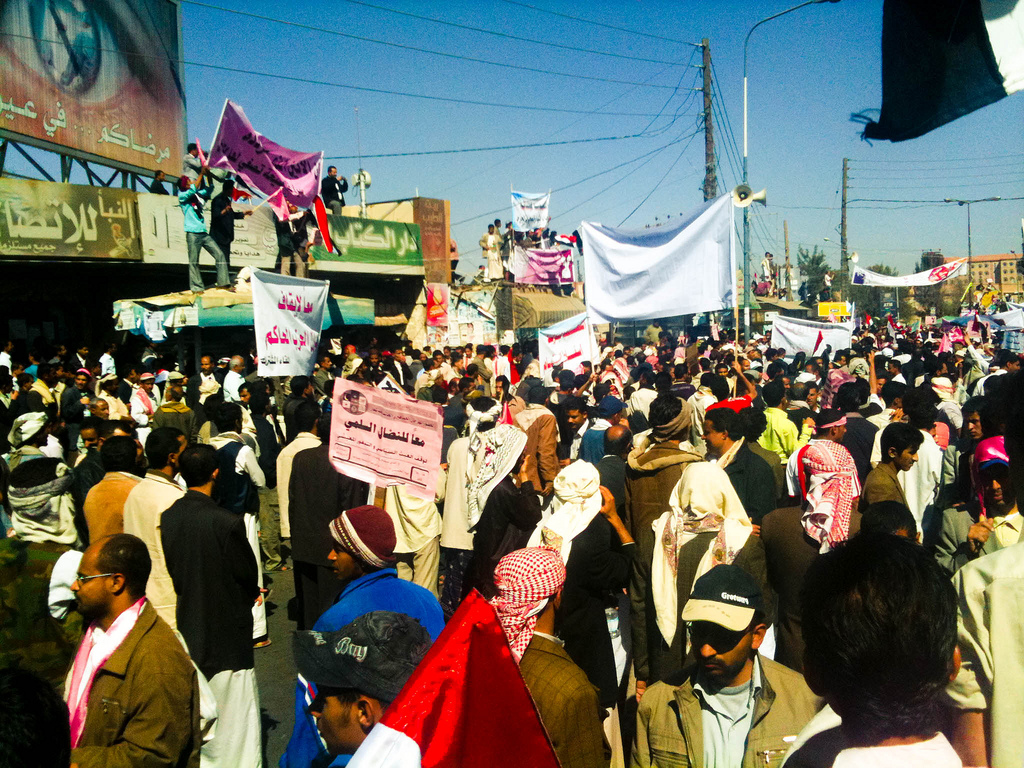
Proteste a Sana'a il 3 febbraio 2011

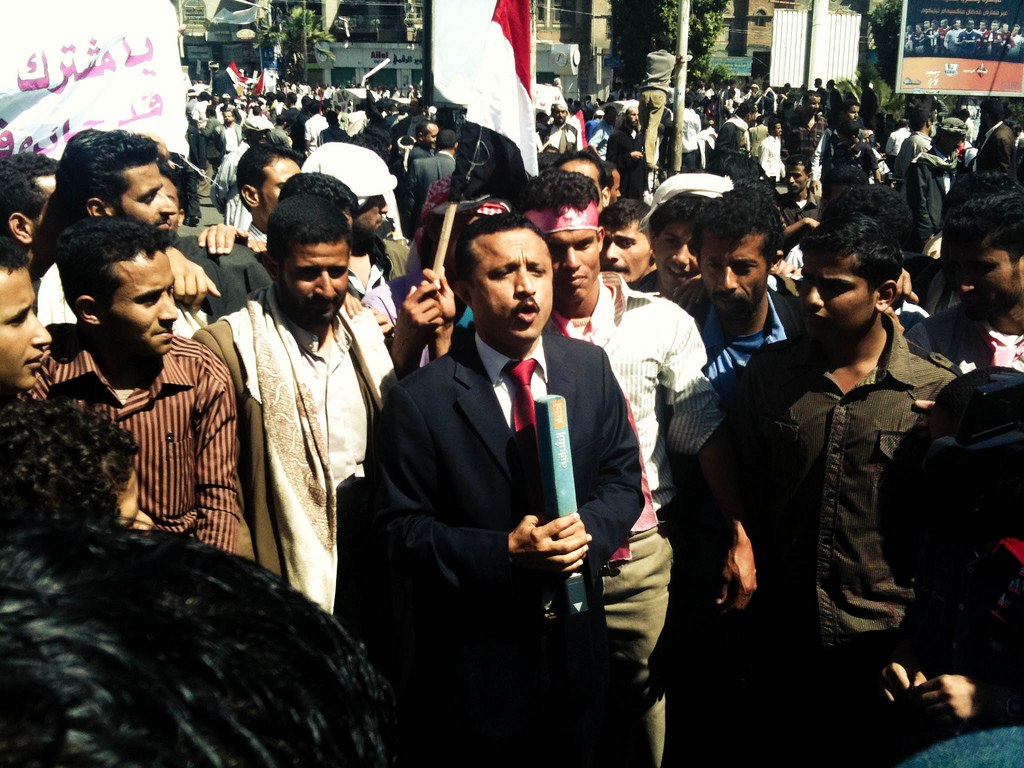
Proteste a Sana'a il 3 febbraio

Il 18 febbraio contestazioni dell'opposizione sfociano in incidenti che provocano 2 vittime e almeno 27 feriti nella città di Ta'izz, seconda del paese, mentre ad Aden, città portuale del sud, quattro persone muoiono a causa di colpi di arma da fuoco delle forze di sicurezza.
Il 20 febbraio muore l'undicesimo manifestante negli scontri in atto nel paese, mentre il giorno successivo nuovi affollamenti si registrano nella capitale con l'obbiettivo di protestare contro il governo del presidente Saleh, il quale dopo aver aperto a concessioni all'inizio del mese, afferma che lascerà il potere alle opposizioni solo se verrà battuto in regolari consultazioni.

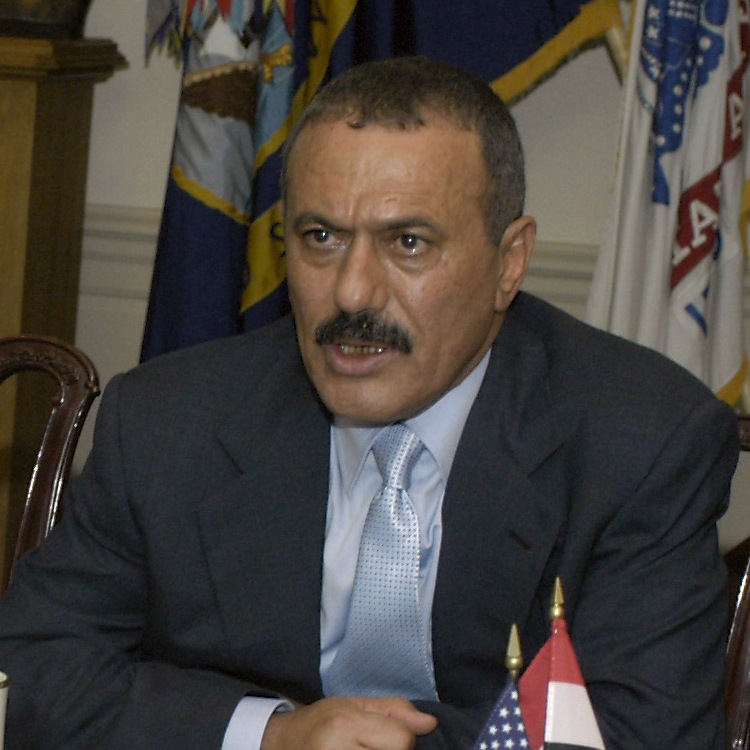
Il presidente 'Ali 'Abd Allah Saleh

Mentre nei giorni precedenti si sono registrati attacchi da parte dei filo-governativi, a più riprese, sui manifestanti, il 22 febbraio un migliaio di studenti dirigendosi verso una piazza dove in mattinata si erano radunati i manifestanti del Congresso Popolare Generale, il partito al potere, ingaggiano con questi ultimi uno scontro violento che provoca 5 feriti.

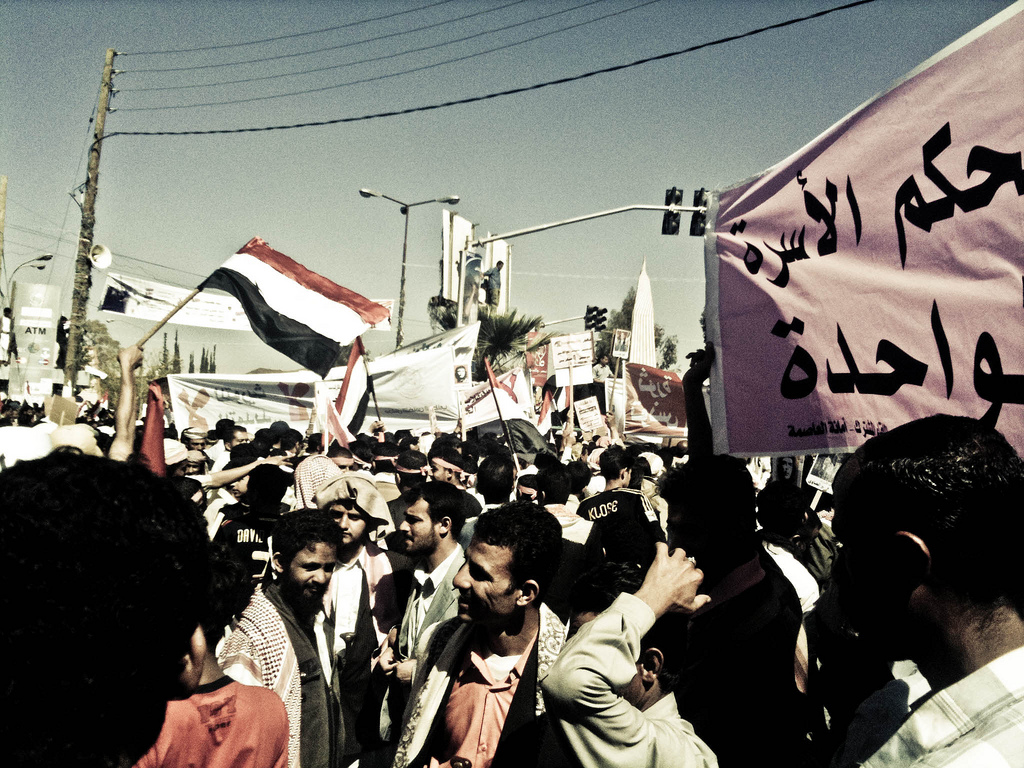
Manifestazione a Ṣanʿāʾ il 3 febbraio

Il 25 febbraio decine di migliaia di persone scendono in strada nella capitale, divise in fazioni opposte tra sostenitori e avversari del presidente Saleh. Il presidente tuttavia sostiene che non cederà "all'anarchia e alle uccisioni", propendendo per il tentativo di mantenere la stabilità del paese non calcando troppo la mano contro i manifestanti e nel contempo cercando di assecondarne le richieste.
Due fra le più potenti confederazioni tribali yemenite, la Hashed e la Baqil, annunciano il loro sostegno ai manifestanti anti-governativi. Shaykh Husayn bin 'Abd Allah al-Ahmar, capo della Hashid, che rappresenta la confederazione più influente in Yemen, lascia la coalizione di governo del "Congresso generale del popolo" per protestare "contro la repressione delle manifestazioni pacifiche a Sana'a, Aden e Taez". Successivamente anche i leader della Baqil rendono noto che appoggeranno le proteste contro il presidente 'Ali 'Abd Allah Saleh.
Quattro persone rimangono uccise e circa 40 ferite il 26 febbraio ad Aden, città nel sud dello Yemen, dopo che la polizia apre il fuoco per disperdere una manifestazione di protesta. Il giorno dopo si svolgono ancora contestazioni contro il presidente, il quale però afferma che difenderà "il regime repubblicano fino all'ultima goccia di sangue".

### La rivolta prosegue a marzo
Il 1º marzo va in scena anche in Yemen, come accaduto per numerosi altri paesi mediorientali, la "giornata della rabbia" in memoria delle 24 persone uccise nelle manifestazioni. La maggior parte delle vittime registrate da gennaio sono avvenute nel porto meridionale di Aden dove i manifestanti e la polizia danno luogo a scontri frequenti. Il paese, reso instabile dalle lotte intestine, con i ribelli sciiti del nord e le forze separatiste nel sud che chiedono una più equa partecipazione politica, è messo ancora maggiormente in squilibrio dalle rivolte in atto dall'inizio dell'anno, tanto che il presidente Saleh afferma che le opposizioni "non sarebbero in grado di governare nemmeno per una settimana" la nazione, palesemente in stato di disordine.
Decine di migliaia di yemeniti sfilano nuovamente a inizio marzo per le strade della capitale, ad Aden, Hudayda, Taiz e in alcune località della remota provincia sud-orientale dell'Hadramawt, per chiedere la caduta del regime, dopo che nella notte, al termine di una giornata di proteste e di scontri tra militari e manifestanti sciiti nel nord, tre dimostranti erano stati feriti da colpi di arma da fuoco sparati dalla polizia ad Aden. Il giorno prima, il 4 marzo, i ribelli sciiti nel nord dello Yemen avevano accusato le forze governative di aver lanciato razzi contro una folla di dimostranti a Semla, nella regione settentrionale di ʿUmran, causando secondo alcune stime alcuni morti e diversi feriti.
L'8 marzo 10 000 contestatori sfilano a Dhamar, 60 chilometri a sud di Sana'a e città natale del primo ministro yemenita. Le proteste raggiungono così anche l'area tribale considerata la roccaforte politica del presidente. Nella capitale intanto i presidi degli attivisti proseguono e il sistema di sicurezza del regime viene rafforzato. Sempre nella capitale la rivolta in un carcere è repressa provocando la morte di un detenuto e il ferimento di 60 persone tra carcerati e poliziotti.
Verso metà marzo il presidente dello Yemen parla alla nazione e promette una nuova costituzione e un regime parlamentare con una chiara separazione dei poteri. L'opposizione rende noto che tali promesse di riforma giungono tardive e che appaiono modeste. I manifestanti avevano già rifiutato il suo ritiro graduale proposto dalla presidenza entro il 2011.
Manifestazioni in corso nella capitale il 18 marzo vengono represse nel sangue (anche ad opera di sostenitori del regime) provocando la morte di diverse decine di persone. Il 20 marzo Saleh, in seguito alla strage di civili, silura l'esecutivo "incaricandolo comunque di sbrigare le questioni ordinarie fino alla creazione del nuovo esecutivo". Il giorno dopo un nutrito gruppo di generali e di diplomatici, nonché il governatore di Aden, rendono noto pubblicamente il loro appoggio ai ribelli.
Dopo un raid condotto dai ribelli separatisti legati ad al-Qāʿida a Jār, gli abitanti della stessa cittadina tentando di saccheggiarne una fabbrica di munizioni, rimangono coinvolti nell'esplosione della polveriera che provoca la morte di più di 80 persone, mentre altre fonti parlano di un bilancio ancora più grave. Negli stessi giorni il paese continua ad essere scosso dalla proteste e il governo e il suo presidente vengono ancora messi sotto pressione per lasciare il potere.

### La rivolta non si spegne ad aprile e a maggio

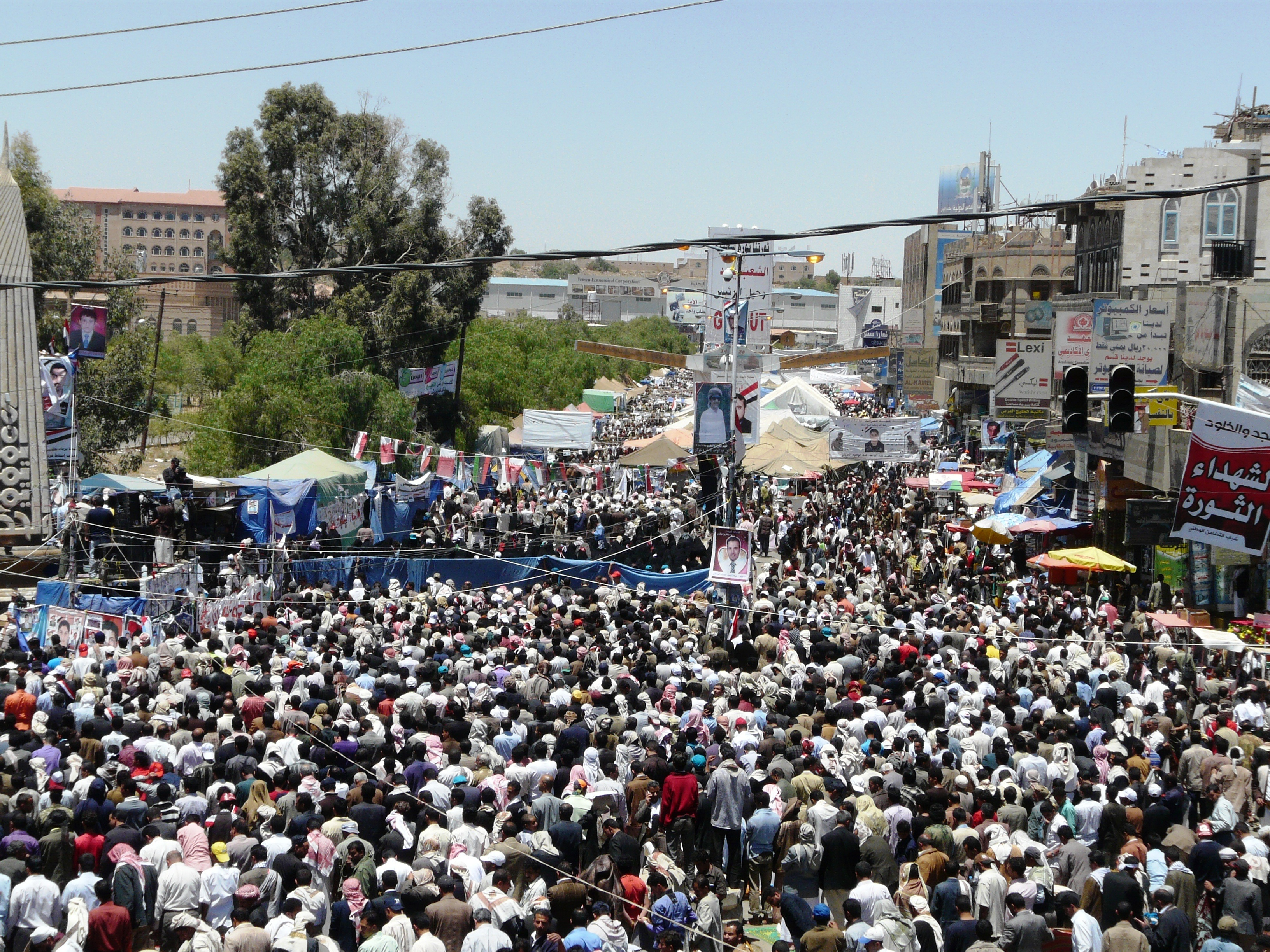
Giorno di protesta presso l'università di Sana'a il 4 aprile.

Nei primi giorni di aprile, mentre sono in corso mediazioni per risolvere la crisi nel paese, gli scontri a fuoco e i combattimenti tra rivoltosi e esercito non si fermano e decine di persone muoiono a Sana'a e anche a Ta'izz dove, dopo l'uccisione di numerosi manifestanti il 4 aprile, quattro giorni dopo si registrano altre decine di feriti.
Mentre durante il mese di aprile la protesta prosegue e non si fermano gli episodi di violenza e repressione, a fine mese il Consiglio di Cooperazione del Golfo, incaricato di trovare la mediazione per la risoluzione della crisi nel paese, concorda con Saleh un piano che prevede l'uscita di scena di quest'ultimo in cambio del riconoscimento a suo favore dell'immunità. Il piano prevede inoltre che al leader dell'opposizione venga assegnato l'incarico di formare un governo di unità nazionale, in vista di nuove presidenziali entro due mesi. L'accordo però dopo vari tentativi di mediazione non viene raggiunto.
Lo scontro tra le forze fedeli al presidente Saleh e le forze ribelli non si ferma per tutto il mese di maggio. Il 23 maggio, all'indomani del rifiuto da parte di Saleh di accettare un nuovo tentativo di mediazione del Consiglio di cooperazione del Golfo per una risoluzione della crisi, la capitale è teatro di conflitti sanguinosi tra i sostenitori dello sceicco Sadeq al-Ahmar e la polizia. Alla protesta contro il regime yemenita si sovrappone il conflitto tribale tra i miliziani dei clan ostili al governo e le truppe lealiste e la guerra in atto tra lo stato yemenita e le forze qaediste del sud.

### L'attentato a Saleh e le elezioni di giugno 2012
Il 3 giugno il presidente Saleh rimane vittima di un attentato compiuto contro una moschea nella residenza presidenziale. Saleh, che riporta ustioni sul 40% del corpo e un polmone collassato, si rifugia in Arabia Saudita per essere sottoposto a cure mediche. Nel corso del medesimo attacco il premier Ali Mohammad Moujawar perde la vita.
All'inizio di giugno vengono raggiunti gli estremi per una tregua tra la compagine ribelle e l'esercito governativo che segna una temporanea quiete degli scontri. Il sud dello stato yemenita è però ancora teatro di scontri violenti nelle zone dove al-Qa'ida ha collocate le proprie roccaforti. La città di Zinjibar, finita nelle mani dei quaedisti, è sottoposta all'attacco dell'esercito governativo.
Il 27 giugno Saleh, ancora ricoverato in Arabia Saudita, annuncia il suo ritorno nello Yemen, promettendo elezioni anticipate, un governo di coalizione e una riforma istituzionale che dia forti poteri al Parlamento. Lui, annuncia, manterrà solo un ruolo onorifico.